# Sportroccia
Sportroccia byl první mezinárodní závod ve sportovním lezení, zpočátku se závodilo přímo na skalách v italské obci Bardonecchia u francouzských hranic a v italském městě Arco, až se závody přesunuly na umělou stěnu. Pokračováním myšlenky je závod Arco Rock Master, který se v Arcu koná od roku 1987 každoročně až dosud, v roce 1989 navázal na závody také Světový pohár.
Skalní stěna Parete dei Militi se nachází ve Francii, ale přístupové údolí je přístupné z italské obce Bardonecchia.

## Výsledky mužů
| Rok  | zlato            | stříbro               | bronz           |
| ---- | ---------------- | --------------------- | --------------- |
| 1985 | Stefan Glowacz   | Jacky Godoffe         | Thierry Renault |
| 1986 | Patrick Edlinger | Ben Moon              | Jacky Godoffe   |
| 1988 | Didier Raboutou  | Jean-Baptiste Tribout | Arnould T'Kint  |
| 1989 | Simon Nadin      | Jerry Moffatt         | Didier Raboutou |

## Výsledky žen
| Rok  | zlato                | stříbro            | bronz              |
| ---- | -------------------- | ------------------ | ------------------ |
| 1985 | Catherine Destivelle | Luisa Iovane       | Martine Rolland    |
| 1986 | Catherine Destivelle | Lynn Hill          | Isabelle Patissier |
| 1988 | Catherine Destivelle | Isabelle Patissier | Luisa Iovane       |
| 1989 | Nanette Raybaud      | Corinne Labrune    | Luisa Iovane       |